# Xốt tartare
Xốt tartare (tiếng Pháp: sauce tartare) là một loại xốt nguội làm từ mayonnaise trộn với rau thơm và rau củ ngâm giấm thái nhỏ. Xốt có thể được gia thêm dầu ô-liu, nước cốt chanh và các rau gia vị như thì là, mùi tây. Xốt tartare thường được ăn kèm với các món hải sản như cá và khoai tây chiên, ngao chiên ngập dầu, hàu chiên, sandwich cá, cá phi lê tẩm bột cùng nhiều món ăn khác.
Xốt tartare không chứa mù tạt là một trong những điểm để phân biệt với xốt rémoulade.

## Biến thể trong ẩm thực
Xốt tartare được làm từ mayonnaise. Trong kiểu Viên có thêm dưa chuột muối thái lát, nụ bạch hoa và mùi tây. Trong kiểu Pháp, mayonnaise trộn với lòng đỏ trứng luộc, lòng trắng và lá hẹ xắt nhỏ. Món này cũng có thể được chế biến bằng cách thêm lòng đỏ trứng xay, hẹ, dưa chuột muối và nấm muối thái nhỏ vào xốt mayonnaise. Ngoài ra cũng có thể cho thêm thịt nguội, trứng luộc, cá trích và cá ướp lạnh. Xốt tartare là một trong những món đặc trưng của nền ẩm thực Ba Lan. Ở Anh và Úc, xốt tartare hay được ăn với món cá và khoai tây chiên.
Đầu bếp Thụy Sĩ nổi tiếng Joseph Favre đã mô tả nguồn gốc và các biến thể của xốt tartare trong từ điển ẩm thực thực hành của mình Dictionnaire universel de cuisine pratique (Từ điển thực hành nấu ăn phổ quát) ấn bản thứ hai từ năm 1905. 
| “                                                                                          | TARTARE, adj. (à la). – Như chúng ta thấy trước đây, các món ăn kiểu "à la tartare" luôn được tẩm bột và nướng, ăn kèm với xốt mù tạt cay; nhưng ẩm thực Pháp hiện đại đã phân loại chính xác "à la polonaise" cho bất kỳ món tẩm bột nào; còn tartare sẽ chỉ một loại xốt rất cay nhưng không dùng mù tạt, để tránh nhầm lẫn với xốt rémoulade (Xem mục từ này) vốn cũng có tất cả thành phần nguyên liệu ấy. Xốt tartare nguội. – Công thức 5.280. – Thêm vào xốt mayonnaise nhiều ớt tiêu, hẹ tây, ngò tây, rau mùi, ngải thơm tarrgon, bạch hoa và dưa chuột ngâm chua, tất cả đều thái nhỏ. Xốt tartare nóng. – Công thức 5.281. – Bằng cách làm xốt mayonnaise nóng theo công thức 3.528 và thêm các loại rau thơm như chỉ dẫn ở trên, chúng ta có được một loại xốt tartare nóng, hay dùng trong các nhà hàng. Ở miền Nam có thể gia thêm ít tỏi giã nhỏ. Ở Mỹ, gừng và rau mùi coriander. Ở Bắc Âu, thì là xanh cắt nhỏ và củ cải ngựa bào. Nguyên vănTARTARE, adj. (à la). – Comme on le voit, autrefois les mets préparés à la tartare étaient toujours panés et grillés et accompagnés d'une sauce relevée à la moutarde; mais la cuisine française moderne a justement distingué par l'appellation à la polonaise toute substance panée; et par le nom de tartare, une sauce très relevée, sans moutarde, pour ne pas la confondre avec les sauces rémoulades (Voir ce mot) qui en contiennent toues. Sauce tartare froide. – Formule 5,280. – Ajouter copieusement à une sauce mayonnaise une pointe de piment, des ciboulettes, persil, cerfeuil, estragon, câpres et cornichons, le tout finement haché. Sauce tartare chaude. – Formule 5,281. – En procédant à une mayonnaise chaude selon le formule 3,528 et en ajoutant des fines herbes comme il est indiqué ci-dessus, on obtient une sauce tartare chaude, plus pratique pour le service au détail des restaurants. Dans le Midi on pourra la rehausser d'un peu d'ail pilé; en Amérique, de gingembre et de coriandre; dans le Nord de l'Europe, de fenouil vert haché et de racine de raifort râpée. | ” |
| — Joseph Favre (1905). Dictionnaire universel de cuisine pratique. Quyển 4. tr. 1846–1847. | |   |

## Lịch sử món ăn

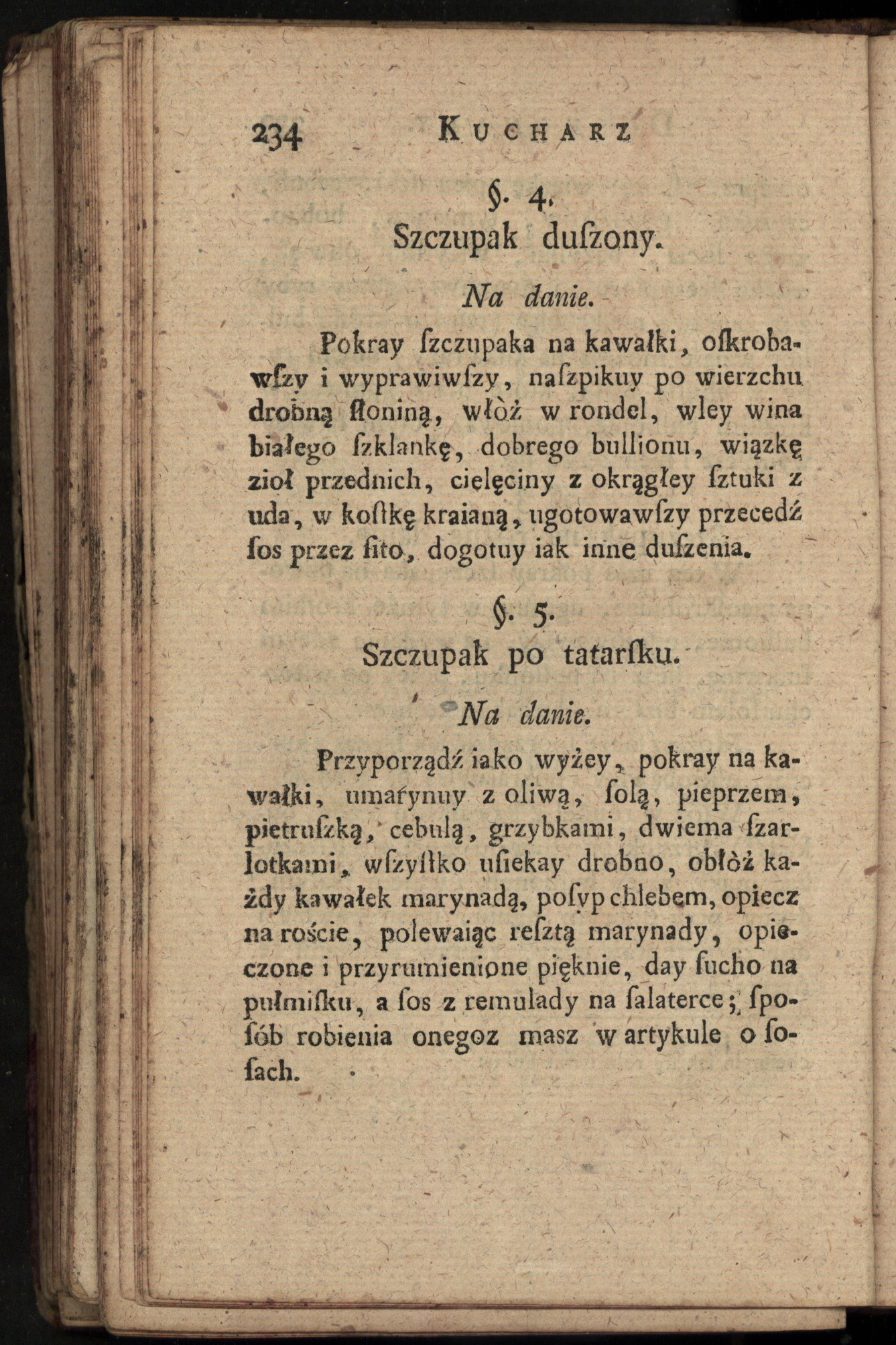
Món ăn kiểu tartare trong sách Kucharz doskonały (Nấu ăn hoàn hảo) của Wojciech Wielądki, 1783.

### Món ănkiểu tartar
Tên món ăn này được đặt theo người Tatar.
Sách dạy nấu ăn từ thế kỷ 18 có các công thức chế biến thịt cá khác nhau theo kiểu tartar, nướng hun khói hoặc tẩm bột chiên xù nướng lò. Những món ăn như vậy có trong ẩm thực Pháp, Anh và Ba Lan.
Một ví dụ là món Pike Tartar (cá tartar) từ cuốn Nouveau traité de la Cuisine (Lý thuyết nấu ăn mới) của Menon, xuất bản năm 1742.
Một số món trong số đó ăn cùng với xốt nguội gồm nhiều cách thức kết hợp khác nhau của hành tây, hẹ tây, dầu, giấm hay nước cốt chanh hoặc các vị chua khác, mù tạt và hương liệu. Trong số các thành phần được nhắc đến không có lòng đỏ trứng (cùng với dầu để làm mayonnaise), chỉ mới xuất hiện trong các công thức về sau này.
Ví dụ, trong The Cooks and Confectioners Dictionary or the Accomplish'd Housewife's Companion (Từ điển đầu bếp và bánh kẹo hay Đồng hành của Bà nội trợ vẹn toàn) của John Nott năm 1723, loại xốt này được mô tả trong công thức chế biến món Pigeon a la Tartare with cold Sauce (bồ câu tartare với xốt nguội). Theo công thức của Nott, xốt được làm từ hành tây hoặc hẹ tây, cá cơm phi lê và một vài lát dưa chuột ngâm giấm, tất cả các nguyên liệu phải được giã nhỏ. Sau đó, thêm một thìa mùi tây băm nhỏ, ít muối và hạt tiêu, trộn đều với năm hoặc sáu thìa dầu, một thìa nước và nước cốt chanh. Ngay trước khi ăn, đầu bếp phải thêm một thìa mù tạt vào xốt và phục vụ nguội, bày ra đĩa và đặt bồ câu đã chín lên trên.
Trong ẩm thực Ba Lan, ba công thức món ăn theo kiểu tartar được chép trong sách Kucharz doskonaly (Nấu ăn hoàn hảo) của Wojciech Wielądko xuất bản năm 1783. Đó là món gà tartare (trang 133; ăn kèm một ít xốt), cá tartare (trang 234; ăn với xốt remulada, nhưng không đề cập công thức chi tiết), và tai bê tartare cùng với xốt chi tiết đi kèm.
| “                                                      | §. 9. Tai bê tartare. Dành cho phần phụ. Luộc bốn cái tai bê trong nước đã đun sôi. Đảm bảo phần tai dày không bị bở ra, dùng que gỗ xuyên qua giữ cho tai được thẳng. Nồi luộc phải chứa vừa chiều dài tai. Luộc xong để ráo nước, nhúng vào bơ nóng chảy, rắc vụn bánh mì lên, rảy bơ còn lại lên, đến khi tai chín vàng. Dọn ra ăn với xốt chế từ nước dùng, nước mận gai, vụn bánh táo, muối, tiêu. Nguyên văn§. 9. Uszy cielęce po Tatarsku. Na przydatek. Cztery uszy cielęce obgotwawszy w wodzie gorącey, przekróy z grubego końca nierozdzielaiąc, przetkniy szpilką drewnianą ażeby się rowno na płask trzymały. Ugotuy w garczku małym, tak iako wyżey. Ugotowawszy, i osączywszy, obmocz w maśle rozpuszczonym, posyp chlebem, opiecz skrapiaiąc resztą masła, przyrumieniwszy, day z sossem czystym zrobionym z bullionem, sokiem agrestowym, szarlotką siekaną, solą, pieprzem. | ” |
| — Wojciech Wielądko (1783). Kucharz doskonały. tr. 86. | |   |

### Xốt tartare không lòng đỏ trứng
Xốt tartare bắt đầu xuất hiện như một phụ gia hoặc món riêng biệt trong nhiều sách dạy nấu ăn thế kỷ 19. Một số công thức không sử dụng đến lòng đỏ trứng, nghĩa là sẽ không có đặc tính của xốt mayonnaise. Đặc điểm này có thể ghi nhận trong cuốn Manuel de Gastronomie (Hướng dẫn ẩm thực) của Pháp năm 1825, thú vị ở chỗ trong đó lại dùng vụn bánh mì thêm vào xốt.
Trong một cuốn sách tiếng Pháp khác L'art du cuisinier (Nghệ thuật nấu ăn) của Antoine B. Beauvilliers năm 1813 lại không dùng vụn bánh để chế biến xốt tartare.
Công thức tương tự cũng được tìm thấy trong La cuisinière de la campagne et de la ville ou nouvelle cuisine économique (Đầu bếp nông thôn và thành thị hay nhà bếp hiện đại mới) của Louis-Eustache Audot năm 1853 (ấn bản đầu tiên năm 1818). Năm 1854, sách của Audot được dịch sang tiếng Tây Ban Nha nên nước này cũng biết đến xốt tartare từ giữa thế kỷ 19.
Công thức này giống hệt như ghi chép trong sách nấu ăn Nowa kuchnia warszawska (Ẩm thực Warszawa mới) không rõ tác giả năm 1838 ở Ba Lan.
| “                                                         | Xốt tartare. Cho hai hoặc ba củ hẹ, hành tây, ngải thơm tarragon thái nhỏ vào đĩa sứ, thêm mù tạt, muối, tiêu, ít giấm, ít dầu, đảo đều liên tục. Cho thêm giấm nếu bị đặc, cho thêm mù tạt và dầu ô-liu nếu bị mặn. Xốt này có thể dùng nguội. Nguyên vănSos tatarski. Włóż w naczynie gliniane dwie lub trzy szaloty, cebuli, estragonu, wszystko to drobno usiekane, dodaj musztardy, soli, pieprzu, nieco octu, trochę oliwy, mieszaj ciągle. Jeżeliby był za nadto gęsty, wlej trochę octu, jeżeli za słony, dodaj trochę musztardy i oliwy. Ten sos daje się na zimno. | ” |
| — Khuyết danh (1838). Nowa kuchnia warszawska. tr. 68–69. | |   |

Theo nội dung trong sách, các món ăn dùng kèm xốt này là: thỏ tartare (trang 133), chân ngỗng xốt tartare (trang 147), thịt gà xốt tartare (trang 154), gà tơ vỗ béo xốt tartare (trang 157), cá rô xốt tartare (trang 177), lươn xốt tartare (trang 182).
Tuy nhiên, sách tiếng Pháp La grande cuisine simplifiée. Art de la cuisine nouvelle (Ẩm thực vĩ đại đơn giản hóa. Nghệ thuật nấu ăn) của P. C. Robert lại đưa ra công thức xốt tartare nóng không chứa lòng đỏ trứng còn gọi xốt nguội với lòng đỏ trứng tương tự như mayonnaise là xốt remoladé (Wojciech Wielądko đề xuất món cá tartare ăn với xốt này).

### Xốt tartare có lòng đỏ trứng
Vào thế kỷ 19, ngoài tác phẩm trên của P. C. Robert, nhiều sách dạy nấu ăn khác cũng đưa ra các công thức chế biến với tên gọi chính thức "xốt tartare", trong thành phần có sử dụng lòng đỏ trứng.
Dưới tên gọi Senf-Tunke oder Remulade (Sauce Tartare), món này được chép trong sách dạy nấu ăn Anleitung zur Feineren Kochkunst (Hướng dẫn nấu ăn ngon hơn) ở Áo năm 1824. Tuy nhiên, trong đó ngoài mùi tây còn chứa các thành phần thảo dược lạ như cúc, hồng hoa và anh đào.
Trong sách dạy nấu ăn tiếng Anh The Gastronomic Regenerator (Sách tái tạo ẩm thực) năm 1849 có công thức món Sauce à la tartare được làm từ lòng đỏ trứng luộc và trứng sống với dưa chuột bao tử, nụ bạch hoa, mùi tây, hẹ tây, thêm mù tạt Pháp và một ít ớt cayenne.
Công thức xốt có lòng đỏ trứng (chỉ có trứng luộc, không gồm trứng sống) xuất hiện trong sách dạy nấu ăn tiếng Ba Lan của Józef Schmidt năm 1860.
| “ | 29. Xốt tartare nguội Luộc trứng chín kỹ, lấy lòng đỏ, rây nhỏ. Cho một muỗng mù tạt Pháp, hoặc có thể thay bằng nửa chén mù tạt thường (của chúng ta) cũng được. Cho lượng vừa đủ dầu ô-liu Provence, ít đường tinh, trộn tất cả với nhau và rưới giấm ngon lên, liều lượng tùy theo ý thích về độ đậm của xốt. Nếu muốn xốt có màu xanh, hãy lấy cải bó xôi hoặc cải xoong ép lấy nước, lọc qua khăn. Nguyên văn29. Sos tatarski zimny Ugotuj kilka jaj na twardo, wybierz z nich żółtka i przetrzyj przez sito, dodaj do tego stołową łyżkę musztardy francuzkiej, a w braku tejże pół filiżanki musztardy naszej, również tyle oliwy prowanckiej, trochę miałkiego cukru, wymieszaj to wszystko razem i rozprowadź dobrym octem, aby sos był zawiesisty, który użyć możesz do czego ci wypadnie. Chcesz zaś aby ten sos był zielony, zafarbuj go sokiem z tłuczonego szpinaku, albo rzeżuchy, którą przez płótno, czyli serwetkę wykręcić trzeba. | ” |
| — Józef Schmidt (1860). Kuchnia polska czyli Dokładna i długą praktyką wypróbowana nauka sporządzania potraw mięsnych i postnych. tr. 26. | |   |

### Xốt tartare từ mayonnaise chế biến sẵn
Trong thế kỷ 20 và 21, mayonnaise sản xuất công nghiệp chế biến sẵn trở nên phổ biến rộng rãi. Trong sách Kuchnia polska (Ẩm thực Ba Lan) xuất bản nhiều lần, mayonnaise chế biến sẵn được coi là một biến thể của mayonnaise làm bằng tay.
| “                                               | Xốt tartare 2 quả trứng luộc, 2-3 gam mù tạt, 2 lòng đỏ sống, 1/8 l dầu, 4 gam nấm ngâm giấm, 4 gam bí ngô, 1 thìa canh cải ngựa hoặc hẹ xanh, 1/8 l kem, muối, đường, chanh hoặc giấm (3%). Bỏ lòng trắng trứng luộc, lấy lòng đỏ chà với mù tạt và lòng đỏ sống đến khi tơi mịn. Thêm dầu từ từ từng chút một. Khuấy như cách làm mayonnaise. Khi dầu tan hết, thêm vào nấm, lòng trắng trứng luộc và dưa chuột muối thái nhỏ, một thì canh cải ngựa hoặc hẹ xanh. Khuấy trộn như đánh kem, nêm nếm muối, đường và chanh hoặc giấm. Nếu xốt quá đặc, hãy dùng nước thịt, nước rau hoặc nước nguội làm loãng ra. Xốt tartare có thể chế biến từ 1/4 l mayonnaise ngon. Nguyên vănSos tatarski 2 jaja (ugotowane na twardo). 2–3 dag musztardy, 2 żółtka (surowe), 1/8 l oleju, 4 dag grzybów z octu, 4 dag korniszonów, 1 łyżka tartego chrzanu lub zielonego szczypiorku, 1/8 l śmietany, sól, cukier, cytryna lub ocet (3%) Oddzielone od białek żółtka rozetrzeć z musztardą i surowymi żółtkami na gładką masę. Dodawać stopniowo cienkim strumieniem olej. Majonez ucierać w jedną stronę. Gdy wyjdzie cała ilość oleju, dodać drobno posiekane grzybki, ugotowane białka i korniszony (albo konserwowy lub kiszony ogórek), łyżkę chrzanu lub szczypiorku. Wymieszać ze śmietaną, przyprawić do smaku solą, cukrem i, jeśli potrzeba, cytryną lub octem. Gdyby sos był za gęsty, rozrzedzić zimnym wywarem mięsnym, jarzynowym lub wodą. Sos tatarski można przyrządzić z 1/4 l majonezu garmażeryjnego. | ” |
| — Nhóm tác giả (1988). Kuchnia polska. tr. 541. | |   |

Trong công thức được nhà báo và nhà phê bình ẩm thực Piotr Adamczewski công bố trên blog vào năm 2008, xốt tartare thông thường chỉ được làm từ mayonnaise mua sẵn.
| “                                                                | Xốt tartare thông thường 1/2 chén mayonnaise, một vài thìa cà phê kem (đặc biệt cần thiết nếu mayonnaise quá đặc), 2-3 thìa canh cải ngựa tươi nghiền, 1 quả trứng luộc, 3 quả dưa chuột muối, 1 thìa canh hẹ thái nhỏ, 4-5 cây nấm ngâm giấm, muối, một thìa cà phê đường, tiêu. 1. Băm dưa chuột, nấm và trứng luộc càng nhuyễn càng tốt; cắt nhỏ lá hẹ. (...) 2. Trộn tất cả lại, nêm muối, đường và tiêu cho vừa ăn. Nguyên vănZwyczajny sos tatarski 1/2 szklanki majonezu, kilka łyżeczek śmietany (zwłaszcza konieczne, jeżeli majonez jest za gęsty), 2–3 łyżki dobrego świeżego, tartego chrzanu, jajko na twardo, 3 korniszony lub konserwowy ogórek, łyżka drobno posiekanego szczypiorku, 4–5 marynowanych grzybków, sól, łyżeczka cukru, pieprz. 1. Korniszony, grzybki i jajko na twardo posiekać jak najdrobniej; pokroić drobno szczypior. (...) 2. Wymieszać wszystkie składniki doprawiając sos do smaku solą, cukrem i pieprzem. | ” |
| — Piotr Adamczewski (ngày 1 tháng 11 năm 1988), blog "Gotuj się" | |   |

## Xốt tartare bán sẵn

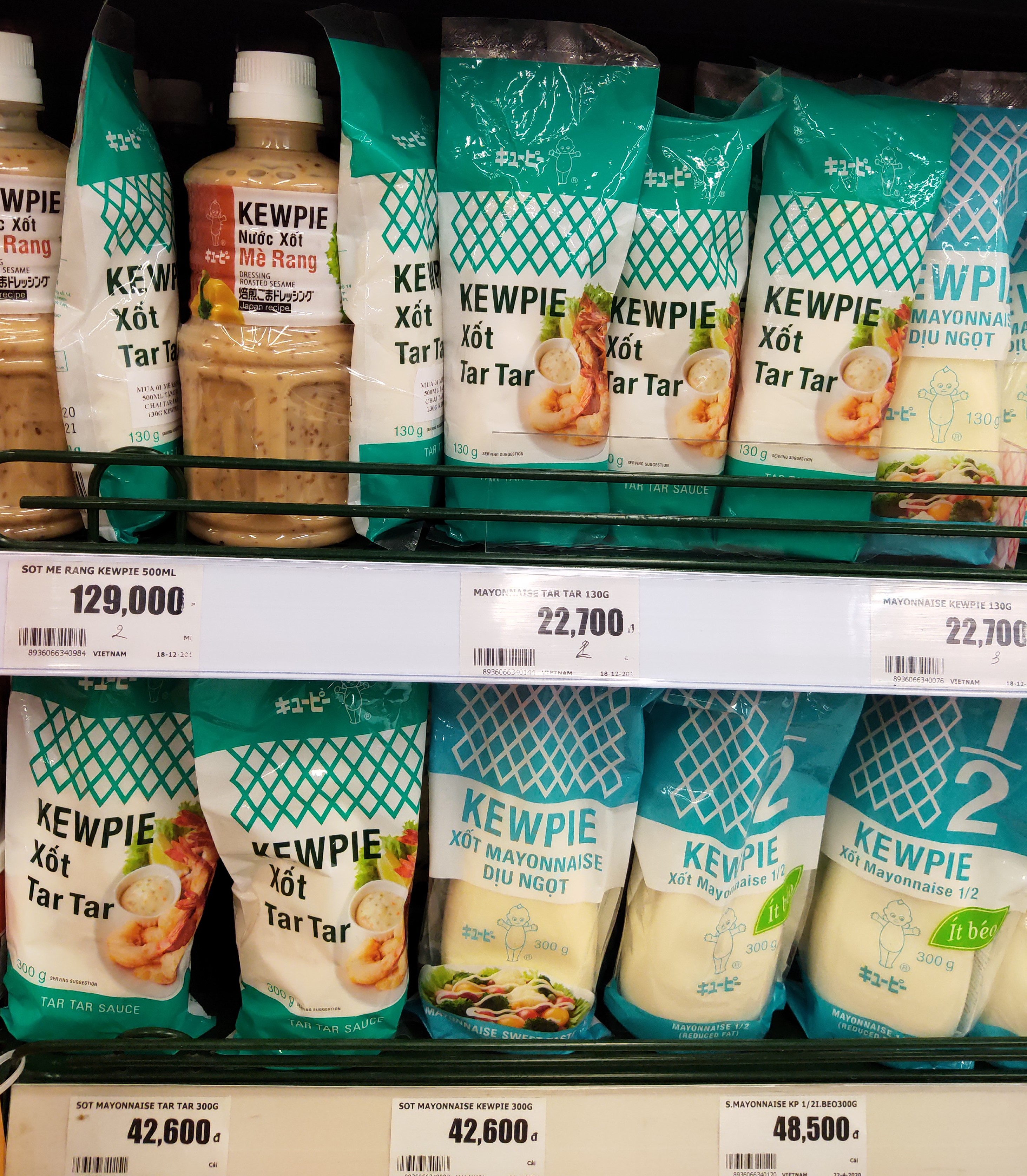
Xốt tartare và mayonnaise bán sẵn trong siêu thị Việt Nam

Xốt tartare được sản xuất công nghiệp hàng loạt, nhưng tùy theo nhà sản xuất cùng khẩu vị mỗi nước khác nhau mà thành phần nguyên liệu và hộp đựng cũng có sự khác biệt.
Ví dụ về sản phẩm của tập đoàn Nestlé:
Tại Ba Lan, xốt tartare nhãn hiệu Winiary đựng trong chai thủy tinh, thành phần nguyên liệu gồm: dầu thực vật, nước, rau ngâm cắt lát 9,5% (dưa chuột muối, nước, hành tây, giấm, đường, muối), đường, giấm, glucose, mù tạt (nước, mù tạt, giấm, muối, đường, gia vị hương vị), lòng đỏ trứng, nấm đóng hộp thái lát 1,2% (nấm, nước, giấm, muối), muối, protein sữa, hẹ khô, hương liệu (có gluten), lá mùi tây khô, chất điều chỉnh độ axit: axit xitric, chất làm đặc (guar gum), chất chống oxy hóa (E385).
Ở Ukraina, dưới nhãn hiệu Torchin, xốt tartare được bán trong túi nhựa có van bóp tay với thành phần: dầu hướng dương, dưa chuột muối, đường củ cải, hành khô, tỏi khô, muối, bột trứng, giấm, axit lactic, bột biến tính, mùi tây khô, chất dính (xanthan gum), chiết xuất thì là, nghệ, chất bảo quản (Kali sorbat), chất chống oxy hóa E385, màu (beta-carotene).
Nestlé Thụy Sĩ sản xuất và bán xốt tartare dạng ống dưới thương hiệu THOMY, thành phần gồm: dầu hướng dương, giấm, dưa chuột muối, nước, lòng đỏ trứng, hành khô, muối, mù tạt, chất điều vị (bột ngọt), đường, chất axit hóa (axit axetic, axit tartaric), rượu vang trắng, mùi tây, hương liệu, nước cốt chanh vàng cô đặc, nước xốt gia vị, chất chống oxy hóa.
Nestlé không bán xốt tartare ở thị trường Maghreb, Ấn Độ và Úc.

## Giá trị dinh dưỡng
100 gam xốt tartare Winiary có giá trị dinh dưỡng như sau: 2445 kJ hoặc 594 kcal năng lượng, 1 g protein, 7,8 g carbohydrate, bao gồm 7,3 g đường đơn và disaccharide, 62 g chất béo, bao gồm 4,8 g axit chất béo bão hòa, 0,2 g chất xơ, 0,6 g natri.